# アトラクリウム
アトラクリウム（Atracurium besilateまたはAtracurium besylate）は手術時に筋弛緩剤としてその他の薬剤と併用または人工呼吸器を必要とする患者に用いられる薬剤である。 気管挿管を容易にするために投与されるが、挿管を急ぐ場合は一般的にスキサメトニウム（サクシニルコリン）が投与される。投与法は静脈内注射である。最も効果があるのは投与後4分ほどで1時間ほど持続する。
主な副作用は肌の発赤と血圧低下である。重度の副作用はアレルギー反応であるが悪性高熱症との関係性はない。重症筋無力症などの患者には麻痺が遷延することがある。妊娠中の患者への投与による胎児の安全性は不明確である。 アトラクリウムは神経筋遮断薬に属する非脱分極タイプの薬剤である。作用機序は骨格筋の神経筋接合部において、アセチルコリンの作用を阻害することによる。
アトラクリウムは米国で医療薬剤として認可されたのは1983年である。日本では承認されていない。世界保健機関の必須医薬品リストに掲載されている最も効果的で安全な医療制度に必要とされる医薬剤である。 アトラクリウムは後発医薬品として入手できる。開発途上国での卸価格は1投与約$1.69～$1.87米ドルである。